# Trapeziumregel

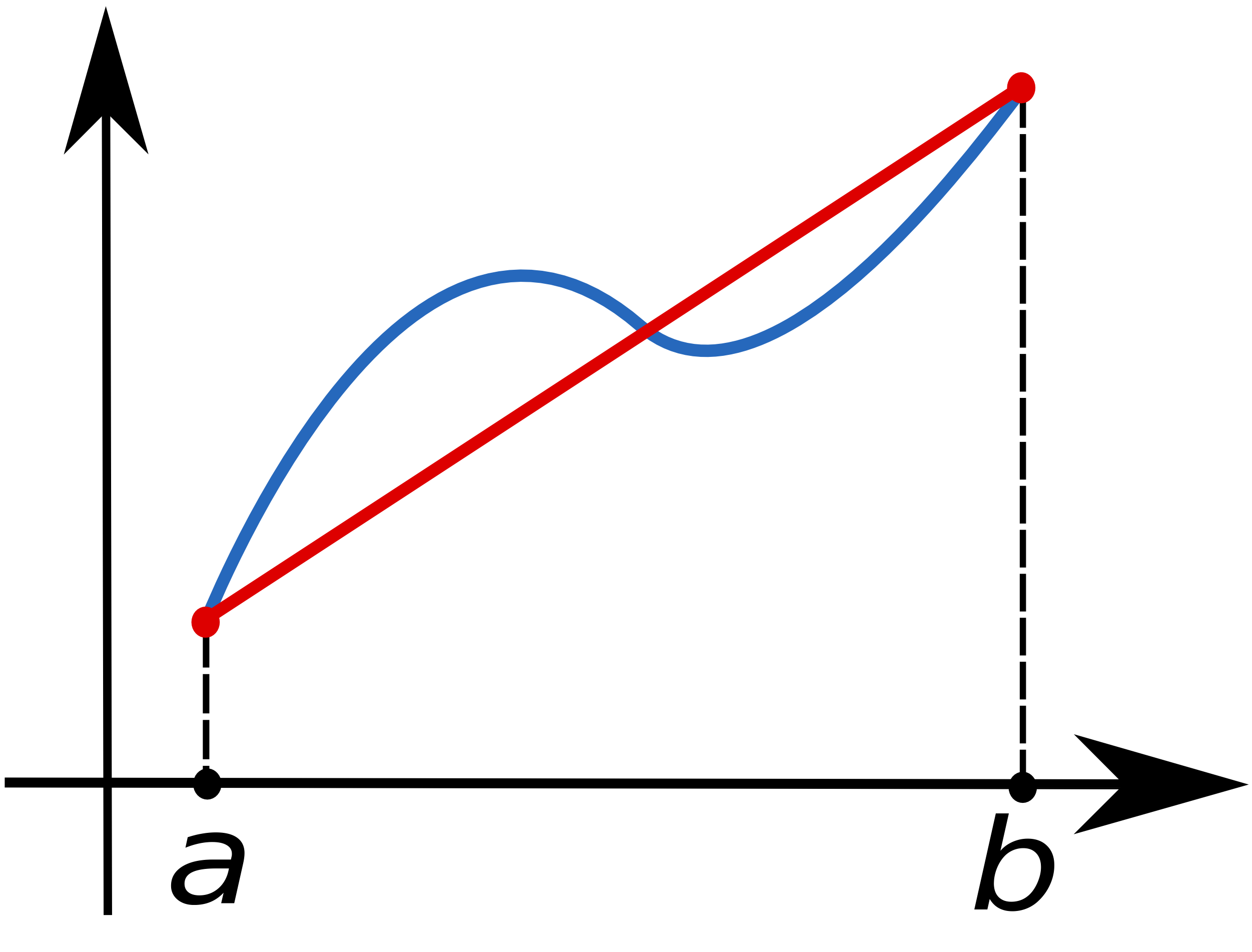
De functie (in het blauw) wordt benaderd door een lineaire functie (in het rood). De oppervlakte van het trapezium dat gevormd kan worden door de rode lijn, de x-as en de verticale lijnen bij en is een benadering van de integraal van van tot

In de numerieke wiskunde is de trapeziumregel een benaderingsformule om de numerieke waarde van een integraal te berekenen. De regel is een speciaal geval van een formule van Newton-Cotes. 
De trapeziumregel benadert de integraal van een functie {\displaystyle f} over het interval {\displaystyle [a,b]} door de integrand op het interval te benaderen door een lineaire functie die in de eindpunten van het interval met de integrand overeenkomt. Daaraan ontleent de regel ook z'n naam: de oppervlakte die door de integraal wordt voorgesteld, wordt benaderd door de oppervlakte van een benaderend trapezium. De benadering wordt daarmee een gewogen som van de functiewaarden van de integrand in de eindpunten van het interval.
{\displaystyle \int _{a}^{b}f(x)\,\mathrm {d} x\approx (b-a){\frac {f(a)+f(b)}{2}}.}
Voor een goede benadering is het van belang dat de variatie van de integrand over het interval niet te groot is. In praktijk wordt daarom het interval verdeeld in een aantal subintervallen, en wordt op elk subinterval de  trapeziumregel toegepast. De benadering van de integraal voor {\displaystyle [a,b]} is dan de som van de {\displaystyle n} afzonderlijke benaderingen. Deze aanpak wordt de samengestelde trapeziumregel genoemd. Als alle subintervallen van gelijke lengte {\displaystyle h} zijn, wordt de benadering:
{\displaystyle \int _{a}^{b}f(x)\,\mathrm {d} x\approx {\frac {b-a}{n}}\left({f(a)+f(b) \over 2}+\sum _{k=1}^{n-1}f\left(a+k{\frac {b-a}{n}}\right)\right).}
De benadering kan geschreven worden als:
{\displaystyle {\frac {b-a}{n}}\left({\tfrac {1}{2}}f(x_{0})+f(x_{1})+f(x_{2})+\ldots +f(x_{n-1})+{\tfrac {1}{2}}f(x_{n})\right).}
Onder bepaalde algemene voorwaarden geldt dat de benadering voor {\displaystyle n\rightarrow \infty } convergeert naar de waarde van de integraal.
Een voordeel van de trapeziumregel is dat hij eenvoudig te berekenen en begrijpen is. Ingewikkeldere manieren van numerieke integratie, zoals de regel van Simpson of de kwadratuurformule van Gauss geven nauwkeurigere benaderingen.